# Maia Chiburdanidze
Maia Chiburdanidze (Kutaisi, Georgia; 17 de enero de 1961) es una Gran Maestro Femenino georgiana de ajedrez y la sexta y más joven campeona del mundo de ajedrez femenino. Fue la tercera que más tiempo retuvo el título al hacerlo durante 14 años, sólo por detrás de Vera Menchik y su compatriota y predecesora, Nona Gaprindashvili.
El ELO de la FIDE de Chiburdanidze en la lista de octubre de 2007 era de 2500, convirtiéndola en la 9ª jugadora mejor clasificada del mundo.

## Biografía

### Primeros años
Maia Chiburdanidze nació en Kutaisi, en la antigua República Socialista Soviética de Georgia, en plenas montañas del Cáucaso y empezó a jugar al ajedrez a los ocho años. En 1976 se convirtió en campeona de la URSS femenina infantil y un año después ganó el título femenino absoluto. En 1977 se le concedió el título de Gran Maestro Femenino.
Ganó indiscutiblemente en su debut en el torneo internacional femenino de Braşov de 1974 cuando sólo tenía 13 años y siguió ganando otro torneo en Tiflis en 1975 y el campeonato femenino de ajedrez de la Unión Soviética en 1977 antes de entrar en el ciclo del Campeonato del mundo de ajedrez femenino 1976/77.
Su estilo de juego es agresivo, incisivo y directo, bien sembrado en los principios clásicos que se esperaría de una jugadora que fue formada en sus primeros años de carrera por Eduard Gufeld, uno de los mejores entrenadores soviéticos.

### Campeona del mundo de ajedrez femenino (1978-91)
Chiburdanidze demostró que era una seria aspirante al título mundial finalizando 2ª en el Torneo interzonal femenino de Tiflis de 1976, de ese modo clasificándose para los torneos de candidatos de 1977. Sorprendió a todas sus contrincantes al recorrer todas las rondas de la Final de Candidatos, donde derrotó a Alla Kushnir por 7.5-6.5, para llegar al match por el campeonato del mundo en Pitsunda (Georgia) contra Nona Gaprindashvili, la campeona del mundo reinante. Chiburdanidze derrotó a la campeona del mundo por 8.5-6.5 y revolucionó el mundo del ajedrez femenino. 
Así demostró ser una formidable campeona incluso a tan temprana edad. 
Defendió con éxito su título mundial en hasta cuatro ocasiones:
- En 1981 empató (8-8) en un duro match contra Nana Alexandria, que fue celebrado en Borjomi/Tiflis, pero mantuvo su título de campeona.
- Tres años después jugó contra Irina Levitina en Volgogrado (Rusia) y esta vez ganó convincentemente por 8-5.
- El siguiente reto fue contra Elena Akhmilovskaya en 1986 y Chiburdanidze ganó el match celebrado en Sofía por 8.5-5.5.
- En 1988 retuvo su título, otra vez por un estrecho margen en Telavi (Georgia) contra Nana Ioseliani por 8.5-7.5.

En 1984 obtuvo el título de Gran Maestro Internacional. Fue la segunda mujer, después de Gaprindashvili, en conseguir el título.

### Pérdida del título
En los años 1990 emergió una nueva amenaza para Maia Chiburdanidze desde el lejano Oriente. Xie Jun de China se ganó el derecho a desafiar a la campeona del mundo en febrero de 1991 y contra todo pronóstico, Chiburdanidze perdió su corona en favor de la joven jugadora china en Manila por 8.5-6.5, una nueva fuerza había llegado al ajedrez femenino para desafiar a la supremacía georgiana. Su reinado, 14 años, es el tercero más largo solo por detrás de la primera campeona del mundo, Vera Menchik, que reinó durante 18 años desde 1927 hasta su muerte en 1944 y del de Gaprindashvili durante 16 años.
Intentó volver a ganar el título mundial, pero con la aparición de las jugadoras chinas y las formidables hermanas Polgár (Zsuzsa, Zsófia y Judit) no llegó a conseguirlo. Su mejor resultado desde 1991 ha sido una victoria en el Torneo de candidatos de Tilburg de 1994. Sin embargo, perdió la eliminatoria contra Zsuzsa Polgár por 5.5-1.5. Consecuentemente, a pesar de no superar el formato de eliminatorias, entró en los campeonatos del mundo de los últimos años. Alcanzó las semifinales en 2001, siendo eliminada por Zhu Chen, quien más adelante logró alzarse con el título. En 2004 volvió a alcanzar las semifinales que perdió ante Antoaneta Stefanova, quien obtuvo el campeonato.

### Tras su retirada
Una vez dejado el mundo del ajedrez profesional, se dedica en la actualidad a actividades sociales y religiosas.

## Otros logros
Chiburdanidze, como muchas de las mejores jugadoras del mundo, no está comprometida con el ajedrez femenino en general y prefiere jugar al ajedrez con hombres. Ella ha jugado intensivamente en torneos masculinos alrededor de todo el mundo y su mejor forma fue en los años 1980 y principios de los años 1990. Ganó torneos en Nueva Delhi (1984), Banja Luka (1985), Belgrado (1992), Viena (1993) y Lippstadt (1995).
Fue un miembro clave del equipo de la URSS que dominó las Olimpíadas de ajedrez femeninas de los años 1980 y cuando Georgia consiguió la independencia de la Unión Soviética en 1990, jugó de primer tablero para el nuevo equipo nacional de Georgia que ganó tres medallas de oro, en 1992, 1994 y 1996.
También participó en el Campeonato de Europa por equipos de ajedrez de 1997 cuando Georgia ganó la medalla de oro y en el primer encuentro Europa vs Asia Intercontinental de partidas rápidas que se celebró en Batum (Georgia) en septiembre de 2001. Asia ganó la sección femenina por 21.5-10.5 con Maia contribuyendo con 3.5 puntos.

## Otros datos
Ha sido honrada muchas veces por su país y varios sellos postales han sido diseñados para celebrar sus logros ajedrecísticos. Mongolia lanzó un sello conmemorativo en 1986 que ilustra una posición de una de sus partidas desde el campeonato del mundo de 1984 contra Irina Levitina.
Es una de las mujeres de su país que ha destacado por sus altos niveles de ajedrez. Chiburdanidze ha ayudado a fomentar el desarrollo del ajedrez en su país, donde ella y otras mujeres georgianas son tan famosas como algunas estrellas de cine.